# Рододендрон древесный
Рододе́ндрон древе́сный (лат. Rhododéndron arbóreum) — вид подсекции Arborea, секции Ponticum, подрода Hymenanthes, рода Рододендрон (Rhododendron) семейства Вересковые (Ericaceae).
Китайское название: 树形杜鹃 (shu xing du juan).   

## Распространение и экология
Китай, Бутан, Индия, Кашмир, Непал, Сикким, Шри-Ланка, Северный Таиланд, Северный Вьетнам. Горные леса и кустарниковые заросли на высотах от 1500 до 3800 метров над уровнем моря.  

## Ботаническое описание

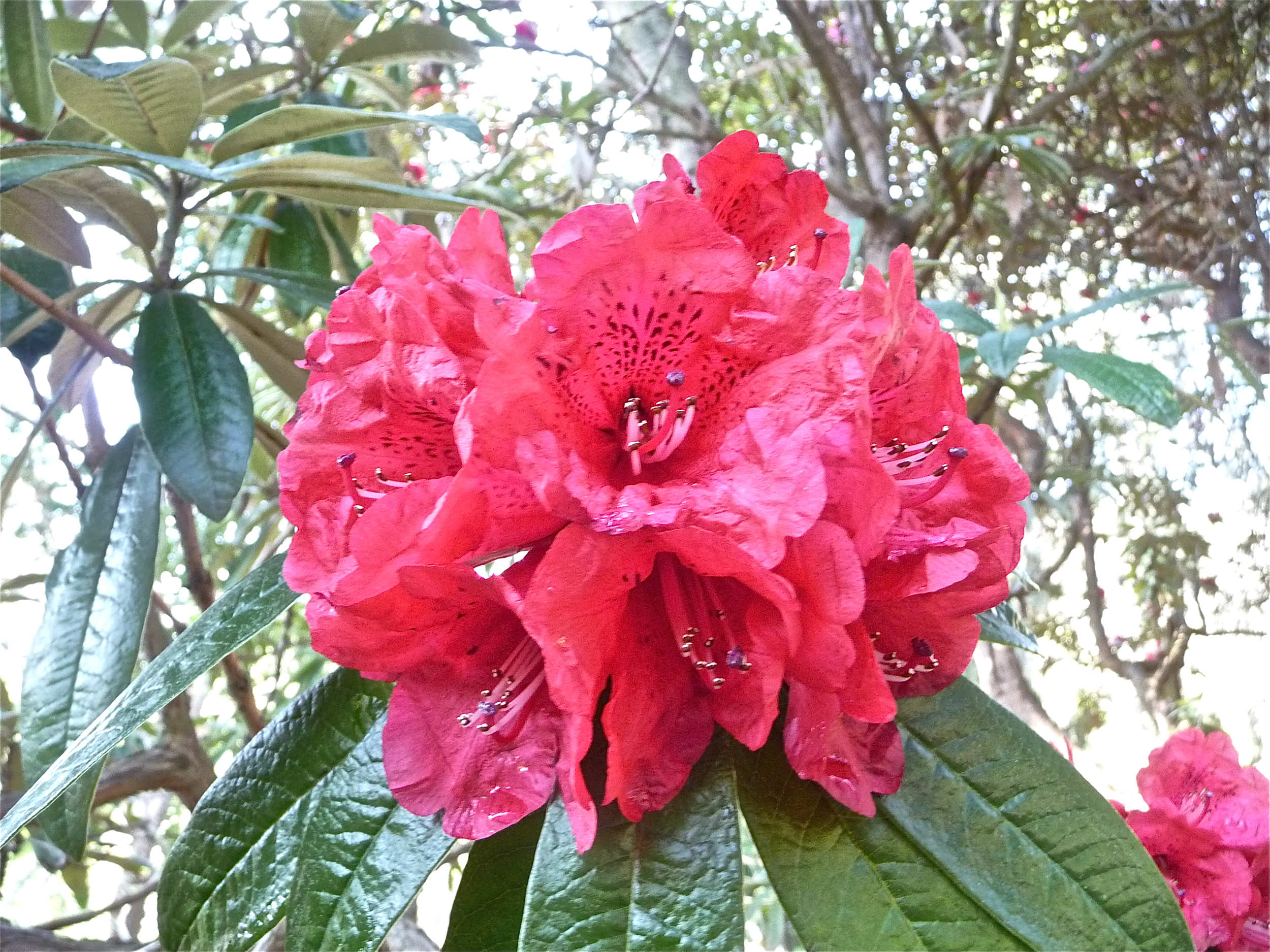
Соцветие рододендрона

Рододендрон древесный — полувечнозелёное дерево с хорошо выраженным главным стволом, (1–)5–20(–30) м. Кора красно-коричневая, растрескивающаяся на мелкие хлопья. Молодые веточки сероопушённые. Листья узкоэллиптические до яйцевидных, 6,5—19 см длиной и 1,8—5 см шириной, с цельным краем, верхняя поверхность морщинисто-сетчатая, нижняя — беловато- или коричневоопушённая. Черешки опушённые, со временем иногда оголяющиеся.
Соцветие густое, состоит из 10—20 цветков. Венчик воронковидно-колокольчатый, до 4 см длиной, розового или малинового цвета, изредка белый. Чашечка разделена на 5 небольших треугольных долей. Тычинки в количестве 10, неравные, голые. Пестик голый, завязь покрыта белым, иногда также железистым, опушением.
Плод — коробочка 15—30×6 мм, цилиндрическая.

## Таксономия

### Внутривидовые таксоны
Рододендрон древесный — очень полиморфный таксон, разделённый на несколько разновидностей, отличающихся степенью и характером опушения, формой листьев и географическим распространением.
- Rhododendron arboreum Sm. subsp. arboreum
- Rhododendron arboreum subsp. cinnamomeum (Wall. ex G.Don) Lindl.
- Rhododendron arboreum subsp. delavayi (Franch.) D.F.Chamb.
- Rhododendron arboreum subsp. nilagiricum (Zenker) Tagg
- Rhododendron arboreum subsp. zeylanicum (T.J.Booth) Tagg

### Естественные гибриды
- Rhododendron ×boddaertianum (C.Morren) Van Houtte, 1860 [Rh. arboreum × Rh. campanulatum]

### Синонимы
- Rhododendron campbelliae Hook.f., 1849
- Rhododendron cinnamomeum Wall. ex G.Don, 1834
- Rhododendron delavayi Franch., 1886
- Rhododendron nilagiricum Zenker, 1836
- Rhododendron peramoenum Balf.f. & Forrest, 1920
- Rhododendron pilovittanum Balf.f. & W.W.Sm., 1917
- Rhododendron puniceum Roxb., 1832
- Rhododendron zeylanicum T.J.Booth, 1850

## В культуре
Выдерживает понижения температуры до −12 °С